# Ushi Hirosaki
Ushi Hirosaki is een typetje dat is gecreëerd door Wendy van Dijk. Ze was voor het eerst op televisie te zien in het programma Ushi en Van Dijk (1999-2002).
Ushi is een Japanse journaliste die bekende Nederlanders en buitenlanders in het Engels interviewt, maar heel vaak bepaalde uitspraken niet verstaat of deze betrekt op seks. Hierdoor ontstaan komische situaties. Een kenmerkende uitspraak is: "Ushi says: 'Hi!' ", wat door haar uitspraak overigens ook klinkt als "hai!" – Japans voor 'ja(wel)!'.

Ushi is geen echte voornaam in Japan, maar een Japans woord voor koe.
Ushi werd in het algemeen vergezeld door "collega" Tojo Nashumi, een sidekick, gespeeld door Hiromi Tojo, een Japanse expat uit Amsterdam, die vooral Ushi het woord liet doen, maar de pranks geloofwaardiger maakte door zijn contributie van echt Japanse taal - in tegenstelling tot Ushi/Wendy, die alleen fantasie-Japans brabbelde.
Ushi maakte haar comeback tijdens het Gouden Televizier-Ring Gala in 2008. Het optreden bleek een kick-off te zijn naar het nieuwe programma Ushi & Dushi (2009), waarin de 'Japanse' weer te zien was. Van Dijk zei over de comeback van Hirosaki in een interview met de Mikro Gids: "Ushi is denk ik wel wat veranderd. Er zat iets naïefs en onschuldigs in die ogen dat er niet meer is. Maar de grap zit hem nog steeds in dezelfde dingen en na een paar keer voelde het als vanouds. Ik kan het nog steeds." In 2010 kwam ze opnieuw terug met het programma Ushi & Loesie. In 2011 kwam Ushi opnieuw haar opwachting maken in Ushi & The Family en in 2013 verscheen ze in Ushi Must Marry.
Er was ook een Deense en een Noorse versie van Ushi.

## Filmografie
- Ushi en Van Dijk (1999-2001)
- Ushi Says: Hi! (2001)
- Ushi & Dushi (2009)
- Ushi & Loesie (2010)
- Ushi & The Family (2011-2012)
- Ushi Must Marry (2013)